# Велина (Салерно)
Велина је насеље у Италији у округу Салерно, региону Кампанија.
Према процени из 2011. у насељу је живело 942 становника. Насеље се налази на надморској висини од 14 м.